# Hayward Anderson
Hayward Anderson (* vor 1942) ist/war ein US-amerikanischer Filmregisseur, Filmproduzent und Kameramann, der 1963 für seinen Kurzfilm The Cliff Dwellers für einen Oscar nominiert war.

## Berufliches
Bekannt ist von Anderson lediglich, dass er 1962 unter dem Arbeitstitel One Plus One einen später umbenannten Kurzfilm drehte, einen 335-mm-Farbfilm. Er führte Regie und produzierte den Film auch. Sein Kameramann Ted Nemeth erzählte später über die Dreharbeiten: „Es war ein einfacher Film, der von einer Gruppe junger Männer gedreht wurde. Einer war mein Assistent. Er bekam das Geld und mietete eine Garage in Westchester. Dort wurde der Film gedreht. Nachdem er für einen Oscar nominiert worden war, musste sein Titel One Plus One geändert werden, weil es bereits einen anderen Film mit demselben Namen gab. So kam es zu dem  neuen Titel The Cliff Dwellers.“ In der Bundesrepublik Deutschland wurde der Film 1966 unter dem Titel Romeo und Julia in der Steinwüste veröffentlicht.
Im Jahr 1963 war Anderson an dem Horrorfilm Sie waren nackt und mussten sterben beteiligt, bei dem Richard Hilliard Regie führte. Er stand neben Louis McMahon hinter der Kamera. Die Hauptrollen spielten Lee Philips, Shepperd Strudwick und Jean Hale.
Was Anderson danach tat, ist nicht bekannt.

## Auszeichnung
Oscarverleihung 1963: Hayward Anderson war mit dem Film The Cliff Dwellers in der Kategorie „Bester Kurzfilm“ für einen Oscar nominiert, der jedoch an Pierre Étaix und Jean-Claude Carrière und die französische Kurzfilmkomödie Heureux Anniversaire ging.

## Filmografie (Auswahl)
- 1962: The Cliff Dwellers
(Kurzfilm, deutscher Titel: Romeo und Julia in der Steinwüste)
- 1962: Sie waren nackt und mussten sterben (Violent Midnight)